# Daniel Gómez López
Daniel Gómez López (Cartagena,15 de junio de 1992, aunque criado en La Unión) es un futbolista español. Juega de delantero en el Yeclano Deportivo.

## Trayectoria
Dani se formó en las categorías inferiores del CD La Unión. En la 2009-2010 el CD La Unión pasó a denominarse Fútbol Club Cartagena - La Unión y a ser el filial del FC Cartagena. Este mismo año, se hace un hueco en el equipo, de Tercera División, pese a estar aún en edad y ficha de juvenil. Incluso llega a entrenar varias veces con el primer equipo del FC Cartagena.
En la temporada siguiente, la 2010-2011, se consolida en el Fútbol Club Cartagena - La Unión, siendo uno de los artífices de la buena temporada del equipo, que se clasificó para la promoción de ascenso a Segunda B. Entrenó varias veces más con el primer equipo, y fue convocado por el FC Cartagena junto a alguno de sus compañeros del filial, aunque fue el único que llegó a debutar en Segunda División.
Su debut en Segunda División se produjo el 15 de enero de 2011 en el partido que el FC Cartagena perdió contra el Rayo Vallecano en Vallecas por 1 a 3, con solo dieciocho años. Se convierte así en el segundo canterano del club albinegro en debutar en Segunda División, tomando el relevo de Héctor Yuste Cantón. Dos semanas después también jugaría contra el Xerez CD, en Chapín.
El 5 de agosto de 2011 es cedido al Orihuela Club de Fútbol, de Segunda B, para la temporada 2011-2012, con la idea de que tenga minutos, ya que el FC Cartagena cuenta con él a largo plazo, pues lo renovó. Tras jugar 31 partidos y hacer 6 goles, acaba su cesión.
Aunque en principio el club contaba con él para la temporada 2012/13, el 25 de junio de 2012, por petición propia de Dani Gómez, su contrato con el FC Cartagena es rescindido, para firmar con el Getafe Club de Fútbol "B" por varias temporadas para volver a jugar en la Segunda División B de España, dónde compartirá delantera con su excompañero y paisano Arturo.
En enero de 2013, el jugador quien disputó 6 partidos (1 como titular) en la temporada 2012/13 en el Getafe"B", reforzará el ataque del Real Zaragoza "B" en el resto de la campaña.
En verano de 2013 firma con el Coruxo, donde juega la primera vuelta. En el cuadro verde totalizó 16 partidos, solo 5 como titular. Días más tarde, en enero de 2014 firma con el Olímpic de Xàtiva.  
Posteriormente en 2016, se produce otro cambio de club. En este caso el delantero Dani Gómez se trasladó al Yeclano Deportivo -en 2016-. La vinculación duraría hasta 2017. 
Este año fue movido para el delantero de Cartagena. A principios de agosto se comprometia con el equipo de futbol valenciano Carcaixent (Primera regional de la liga valenciana). Esta historia però duraría poco, dos semanas después de la vinculación del delantero con el club de la comunidad valenciana, llegaría una oferta interesante para el punta. El histórico club gerundense UE Figueres  realitzaria una oferta al jugador murciano. Este, sin dudarlo hizo las maletas y se mudó a la localidad catalana. Dani sería desde entonces el punta referente para el equipo de Tercera división espanyola. Las cosas però, se transgiversaron y el delantero después de disputar 15 partidos y hacer un gol puso punto final a otra etapa. En este caso fue el club figuerense quién rescindió el contrato con el jugador murciano (diciembre).      
Dani no tardó en encontrar equipo. En este caso regresó a su tierra (Murcia) en búsqueda de más suerte. El Minerva, equipo murciano, se ha hecho con los Servicios del experimentado delantero.

## Clubes
| Club                             | País   | Año       |
| -------------------------------- | ------ | --------- |
| Fútbol Club Cartagena - La Unión | España | 2009-2011 |
| FC Cartagena                     | España | 2010-2012 |
| Orihuela                         | España | 2011-2012 |
| Getafe Club de Fútbol "B"        | España | 2012      |
| Real Zaragoza "B"                | España | 2013      |
| Coruxo Fútbol Club               | España | 2014      |
| Olímpic de Xàtiva                | España | 2014-2016 |
| Yeclano Deportivo                | España | 2016-2017 |
| UE Figueres                      | España | 2017      |